# Francisco Palaviccini
Francisco "Paquito" Palaviccini (Santa Ana, 28 de febrero de 1912-San Salvador, 24 de marzo de 1996) fue un compositor y cantante salvadoreño, conocido también como Paquito Palaviccini.

## Biografía
El apellido Palaviccini, viene de su abuelo, nacido en Nápoles, Italia, quien llegó El Salvador, como otros extranjeros que, hicieron ahí su segunda patria. 
En su infancia, estudió violín y solfa con su padre, que era un músico de ascendencia italiana. En 1923 ingresó en el Conservatorio Nacional de El Salvador, donde profundizó sus conocimientos de solfeo. En 1928 viaja a Guatemala para continuar en el Conservatorio Nacional Germán Alcántara , sus estudios de composición musical. En 1934, viaja a Cuba donde reside por cinco años, allí estudia en la Academia "Ignacio Acevedo " de La Habana. 
En la década de 1940, viaja por Estados Unidos y Sudamérica como parte de La Revista Musical del cubano Ernesto Lecuona. Regresa definitivamente a El Salvador, en los años 50, para dirigir la Orquesta Internacional Polío. En 1960 fundó Los Palaviccinis, conocida también como Conjunto Paquito Palaviccini y Conjunto Los Palaviccinis.
Fue también director de la Orquesta de la Universidad de El Salvador (1970-1973), y se integró al grupo “Bossa” en 1982. 
En reconocimiento a su carrera musical, fue nombrado, Hijo Meritísimo de El Salvador, en 1992, por la Asamblea Legislativa de El Salvador.
Palaviccini creó el ritmo del xuc, inspirado en la música autóctona salvadoreña. Sus composiciones más célebres: "Adentro Cojutepeque", "El Xuc", "El Carnaval en San Miguel", "Santa Ana mía", "El Café de mi tierra", "Usulután" y "Cocotero Sonsonateco". 

## Discografía

### Con Orquesta Internacional Polío

#### Álbumes de estudio

##### El Xuc(1962)[2]
1. "Santa Ana Mía"
2. "Café de Mi Tierra"
3. "Regalos De Navidad"
4. "Del Paisnal"
5. "Adentro Cojutepeque"
6. "Cocotero Sonsonateco"
7. "El Torito"
8. "El Candelareño"
9. "Carnaval En San Miguel"
10. "El Xuc"

#### ¡Que Siga La Fiesta!(diciembre de 1962)[3]
1. "Ensalada a La Palaviccini"
2. "Cuarto Carnaval en San Miguel"
3. "En Un Pequeño Bungalow"
4. "Playas del Cuco"
5. "Tomando El Tren a...."
6. "A Bailar"
7. "Xuc Usulután"

#### Ten Cuidado(1971)[4][5]
1. "El Reino Animal"
2. "Me Caí de La Nube"
3. "Qué Será"
4. "Ten Cuidado"
5. "Juanita Juanetes"
6. "Fácil de Querer, Difícil de Olvidar"
7. "Pantalón Campaña"
8. "Yo Debí Enamorarme de Tu Madre"
9. "Detrás de Mi Sonrisa"
10. "He Perdido Una Perla"

#### Sencillos
- "El Xuc" / "Carnaval En San Miguel"
- "Del Paisnal" / "El Torito"
- "Cocotero Sonsonateco" / "El Candelareño"
- "Loretha" / "Adentro Cojutepeque"
- "Tikalito" / "Pimienta"
- "Pá Chismosa Tu" / "El Punto Cubano"
- "A Bailar" / "Es Un Ángel"
- "Pantalón Campana" / "Detrás de Mi Sonrisa"
- "Playas del Cuco" / "Cuarto Carnaval En San Miguel"

### Con Los Palaviccinis

#### Álbumes de estudio

##### Bouquet de Melodías(1963)[6][7]
1. "Bouquet de Melodías"
2. "Así Es La Cumbia"
3. "Potpurrí Europeo"

#### Sencillos
- "La Gallinita Twist" / "El Gatito Twist"[8]
- "La Cosita Xuc" / "Fatal Navidad"[9]
- "Deme Oportunidad" / "Regalo del Cielo" (con Tony Acosta)[10]